# Równina sandrowa
Równina sandrowa – piaszczysto-żwirowa równina utworzona przez zespół leżących w jednej linii i łączących się ze sobą stożków sandrowych leżących na przedpolu lodowca lub lądolodu. Górna powierzchnia takiej równiny lekko opada zgodnie z kierunkiem płynących od mas lodowych rzek i innych cieków powstałych z topniejącego lodu.